# Hannogne-Saint-Martin
Hannogne-Saint-Martin és un municipi francès situat al departament de les Ardenes i a la regió del Gran Est. L'any 2007 tenia 476 habitants.

## Demografia

### Població
El 2007 la població de fet de Hannogne-Saint-Martin era de 476 persones. Hi havia 186 famílies de les quals 40 eren unipersonals (16 homes vivint sols i 24 dones vivint soles), 57 parelles sense fills, 69 parelles amb fills i 20 famílies monoparentals amb fills.
La població ha evolucionat segons el següent gràfic:
Habitants censats

### Habitatges
El 2007 hi havia 204 habitatges, 186 eren l'habitatge principal de la família, 8 eren segones residències i 10 estaven desocupats. 196 eren cases i 8 eren apartaments. Dels 186 habitatges principals, 158 estaven ocupats pels seus propietaris, 27 estaven llogats i ocupats pels llogaters i 1 estava cedit a títol gratuït; 2 tenien dues cambres, 19 en tenien tres, 62 en tenien quatre i 103 en tenien cinc o més. 140 habitatges disposaven pel capbaix d'una plaça de pàrquing. A 75 habitatges hi havia un automòbil i a 101 n'hi havia dos o més.

### Piràmide de població
La piràmide de població per edats i sexe el 2009 era:
| Homes | Edats   | Dones |
| ----- | ------- | ----- |
| 0     | 95 o +  | 0     |
| 0     | 90 a 94 | 0     |
| 0     | 85 a 89 | 0     |
| 4     | 80 a 84 | 12    |
| 8     | 75 a 79 | 12    |
| 12    | 70 a 74 | 16    |
| 4     | 65 a 69 | 12    |
| 4     | 60 a 64 | 16    |
| 4     | 55 a 59 | 0     |
| 28    | 50 a 54 | 12    |
| 20    | 45 a 49 | 28    |
| 28    | 40 a 44 | 32    |
| 4     | 35 a 39 | 16    |
| 8     | 30 a 34 | 8     |
| 24    | 25 a 29 | 28    |
| 12    | 20 a 24 | 12    |
| 24    | 15 a 19 | 20    |
| 8     | 10 a 14 | 28    |
| 16    | 5 a 9   | 0     |
| 16    | 0 a 4   | 4     |

## Economia
El 2007 la població en edat de treballar era de 327 persones, 241 eren actives i 86 eren inactives. De les 241 persones actives 217 estaven ocupades (121 homes i 96 dones) i 24 estaven aturades (10 homes i 14 dones). De les 86 persones inactives 23 estaven jubilades, 33 estaven estudiant i 30 estaven classificades com a «altres inactius».

### Ingressos
El 2009 a Hannogne-Saint-Martin hi havia 186 unitats fiscals que integraven 472 persones, la mediana anual d'ingressos fiscals per persona era de 18.551 €.

### Activitats econòmiques
Dels 9 establiments que hi havia el 2007, 1 era d'una empresa alimentària, 2 d'empreses de construcció, 3 d'empreses de comerç i reparació d'automòbils, 1 d'una empresa de transport, 1 d'una entitat de l'administració pública i 1 d'una empresa classificada com a «altres activitats de serveis».
Dels 3 establiments de servei als particulars que hi havia el 2009, 1 era un taller de reparació d'automòbils i de material agrícola, 1 guixaire pintor i 1 fusteria.
Els 2 establiments comercials que hi havia el 2009 eren floristeries.
L'any 2000 a Hannogne-Saint-Martin hi havia 6 explotacions agrícoles.

## Equipaments sanitaris i escolars
El 2009 hi havia una escola elemental integrada dins d'un grup escolar amb les comunes properes formant una escola dispersa.

## Poblacions més properes
El següent diagrama mostra les poblacions més properes.